# Лозён, Франсуа Номпар II де Комон
Франсуа-Номпар II де Комон (фр. François-Nompar II de Caumont; ум. после 1623), граф де Лозён — французский генерал.

## Биография
Сын Габриеля-Номпара I де Комона, графа де Лозёна, и Шарлотты д'Эстиссак.
Депутат от знати сенешальства Аженуа на Генеральных штатах 1614 года. Капитан роты ста дворян Дома короля (sent gentilshommes au bec de corbin, 1615). Сопровождал короля в Гиени в 1615—1616 годах. В ноябре 1616 передал роту своему сыну, и 28-го получил командование ротой из ста тяжеловооруженных и патент на должность государственного советника.
26 февраля 1619 набрал пехотный полк своего имени, которым командовал в войсках герцога Майенского при усмирении провинции Ангумуа. Полк был распущен по окончании кампании.
Рыцарь орденов короля (31.12.1619). Снова сформировал свой полк 5 июля 1620. Сопровождал короля при штурме укреплений Пон-де-Се, затем в Беарне, где внес вклад в подчинение нескольких крепостей.
Служил при осадах Сен-Жан-д'Анжели, Клерака, Монтобана и Монёра (1621). Лагерный маршал (16.12.1621), назначенный в армию герцога д'Эльбёфа. В январе 1622 участвовал в осаде замка Ла-Форс и разгроме маркиза де Лафорса, пришедшего на помощь своему замку (31.01.1622), в феврале в осаде Монравеля, затем Тоннена, сдавшегося в мае, и Монпелье, открывшего ворота в октябре. Распустил полк 14 февраля 1623 и больше не участвовал в военных действиях.

## Семья
Жена: Катрин де Грамон, дочь Филибера де Грамона, графа де Гиша, и Дианы д'Андуэн
Дети:
- Габриель-Номпар II (ум. 26.01.1660), граф де Лозён, маркиз де Пюигийем. Жена 1) (6.04.1620): N де Нёбур; 2) (6.1630): Шарлотта де Комон, дочь Анри-Номпара де Комона, герцога де Лафорса, и Маргерит д'Эскодеса. В этом браке родился герцог де Лозён
- Эли
- Шарлотта (ок. 1593—21.01.1671). Муж (1611): Фредерик де Фуа (ум. 1655), граф де Кюрсон и де Флекс